# 波特蘭燈塔
波特蘭燈塔（英語：Portland Head Light）是美國缅因州开普伊丽莎白的一座歷史燈塔。波特蘭燈塔位於波特蘭港，在1787年開始建設，竣工於1791年1月10日，是緬因州歷史最古老的燈塔。現在波特蘭燈塔已經實現全自動化。 